# Knutzen Peak
Knutzen Peak är en bergstopp i Antarktis. Den ligger i Västantarktis. Chile gör anspråk på området. Toppen på Knutzen Peak är 3 373 meter över havet, eller 791 meter över den omgivande terrängen. Bredden vid basen är 4,4 km.
Terrängen runt Knutzen Peak är bergig österut, men västerut är den kuperad. Trakten är obefolkad. Det finns inga samhällen i närheten. 